# Albert Thurn und Taxis-i herceg (1867–1952)
Albert Mária József Miksa Lamoral Thurn und Taxis herceg (Maria Joseph Maximilian Lamoral Fürst von Thurn und Taxis) (Regensburg, 1867. május 8. – Regensburg, 1952. január 22.), Thurn und Taxis 8. hercege 1888 és 1918 között, az Aranygyapjas rend lovagja.

## Élete
Albert Mária herceg 1867. május 8-án született Regensburgban. Édesapja Miksa Antal Lamoral herceg (1831-1867) volt, Miksa Károly Thurn und Taxis 6. hercegének (1802-1871) és első feleségének Vilma dörnbergi bárónőnek (1803-1835) legidősebb felnőttkort megért fia.
Édesanyja Ilona bajor hercegnő (1834-1890), Miksa József bajor herceg (1808-1888) és Mária Ludovika Vilma bajor királyi hercegnő (1808-1892) lánya, Erzsébet osztrák császárné és magyar királyné nővére, I. Miksa bajor király unokája volt.
Szülei házasságából a következő gyermekek születtek:
- Lujza (1859-1948), aki Figyes Hohenzollern-Sigmaringen hercegének felesége lett
- Erzsébet (1860-1881), aki Mihály portugál herceg (1853–1927) felesége lett, aki II. Mihály néven Portugália trónkövetelője volt.
- Miksa Mária (1862-1885), Thurn und Taxis 7. hercege
- Albert

Albert mindössze egy hónapos volt mikor édesapja meghalt, ekkor idősebb bátyját a kilencéves Miksát nevezték ki Thurn und Taxis 7. hercegének. Testvére azonban 1885-ben váratlanul meghalt, és a 18 éves Albert lett a hercegség 8. hercege. Testvére és kezdetben Albert is anyja gyámsága alatt állt. Albert azonban 1888. május 8-án nagykorú lett és a Thurn und Taxis hercegi ház feje. Ekkor a Thurn und Taxis hercegi cím mellé megkapta a Buchau és Krotoszyn hercege, Friedberg-Scheer hercegesített grófja, Vale-Sassina grófja, Marchthal, Neresheim grófja címeket is. Egy évvel később Liutpold bajor hercegtől a Wörth és Donaustauf hercege címeket kapta.
Albert tanulmányait a Würzburgi, Freiburgi és Lipcsei Egyetemeken folytatta, ahol jogot, közgazdaságtant és művészettörténetet tanult.

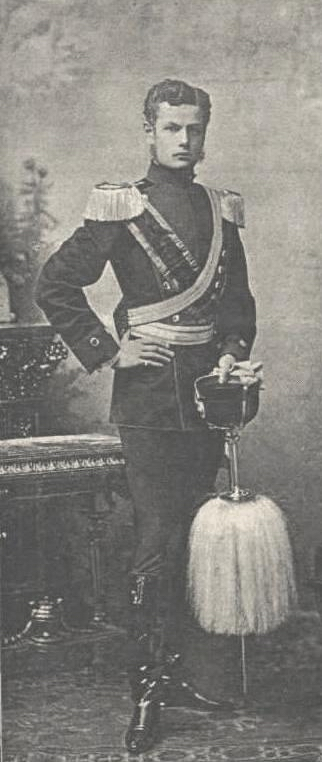
Albert herceg (1888)

Albert címei közt szerepelt az örökös főpostamester is (Bajorország korona-főpostamestere), amire az jogosította fel, hogy családja volt a modern postarendszer megalapozója a Német-Római Császárságban. Ezek mellett örökös tagja volt az osztrák birodalmi tanács urakházának, a bajor korona országos tanácsának, valamint örökös tagja volt a porosz urakházának és Württemberg első kamarájának. Tulajdonosa volt a bajor királyi 2. könnyű lovas – chevaux legers – ezrednek, mely a Taxis nevet viselte.
Feleségével együtt a művészetek nagy pártfogója volt. Az I. és II. világháborúban is alapítványt tett a rászorulók szenvedéseinek enyhítésre. Az egyik általa alapított ingyenkonyha a mai napig működik. A II. világháború után megnyittatta a Regensburg környéki palotáit, hogy a menekülteket el tudja szállásolni. Regensburg 1913-ban elsőként adományozta neki a Goldene Bürgermedaille-t, a kitüntetést később neje is megkapta, 1930-ban. 1950-ben nejével együtt megkapta Regensburg város által kiosztható legmagasabb elismerést: mindketten a város díszpolgárai lettek. 1923-ban az Innsbrucki Egyetem filozófiai díszdoktora lett.

## Családja
1890. július 15-én, Budapesten feleségül vette a Habsburg–Lotaringiai-ház magyar ágából származó Margit Klementina Mária főhercegnőt (1870–1955), József Károly Lajos főherceg és Szász–Coburg–Koháry Klotild Mária Adél hercegnő leányát, József nádor unokáját, akitől 8 gyermeke született: 

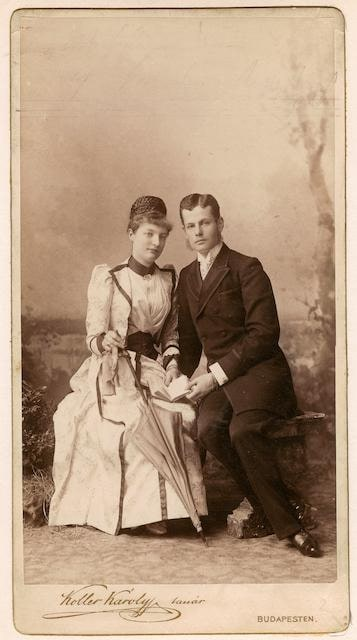
Albert és neje, Margit főhercegnő

- Ferenc József Thurn und Taxis 9. hercege (Regensburg 1893. december 21. – Regensburg 1971. július 13.), aki nevét keresztapjáról, Ferenc József Császárról és királyról kapta.[7] Felesége  Elizabeth, portugál infánsnő (1894–1970)
- József Albert (Regensburg, 1895. november 4. – Regensburg, 1895. december 7.)
- Károly Ágost Thurn und Taxis 10. hercege(Schloß Garatshausen, 1898. július 23. – Regensburg 1982. április 26.); Felesége Maria Anna portugál infánsnő (1899–1971)
- Lajos Fülöp (Regensburg, 1901. február 2. – Schloß Niederaichbach 1933. április 22.); Elisabeth  Luxemburg and Nassau-i hercegnő (1901–1950)
- Miksa Emánuel (Regensburg, 1902. március 1. – Regensburg, 1994. október 3.)
- Erzsébet Ilona (Regensburg, 1903. december 15. – München, 1976. október 22.). Férje Friedrich Christian szászországi herceg, (1893–1968)
- Rafael Rainer (Regensburg, 1906. május 30. – Schwangau, 1993. június 8.);  felesége Margarete  Thurn und Taxis hercegnője (1913–1997)
- Fülöp Ernő (Schloß Prüfening, 1908. május 7. – Schloß Hohenberg, 1964. július 23.);  felesége Eulalia Thurn und Taxis hercegnője (1908–1993)